# Kenia en los Juegos Olímpicos de Atlanta 1996
Kenia estuvo representada en los Juegos Olímpicos de Atlanta 1996 por un total de 52 deportistas que compitieron en 5 deportes.  
El portador de la bandera en la ceremonia de apertura fue el atleta Paul Tergat.

## Medallistas
El equipo olímpico keniano obtuvo las siguientes medallas:
| Nombre             | Deporte   | Competición             |
| ------------------ | --------- | ----------------------- |
| Oro                |           |                         |
| Joseph Keter       | Atletismo | 3000 m con obstáculos M |
| Plata              |           |                         |
| Paul Bitok         | Atletismo | 5000 m M                |
| Paul Tergat        | Atletismo | 10 000 m M              |
| Moses Kiptanui     | Atletismo | 3000 m con obstáculos M |
| Pauline Konga      | Atletismo | 5000 m F                |
| Bronce             |           |                         |
| Frederick Onyancha | Atletismo | 800 m M                 |
| Stephen Kipkorir   | Atletismo | 1500 m M                |
| Erick Wainaina     | Atletismo | Maratón M               |